# ポツダム大学
ポツダム大学（Universität Potsdam）は、ドイツの国立総合大学。
ブランデンブルク州の州都ポツダムに位置し、同州内の大学機関において最も規模が大きい。
サンスーシ宮殿公園群の新宮殿コムーンス （Communs am Neuen Palais）をキャンパスとして使用し、大学の建物は部分的にユネスコの世界文化遺産に登録されている。
冬期2016/2017において20428人の学生を擁し、ポツダム域内に4つのキャンパスがある。

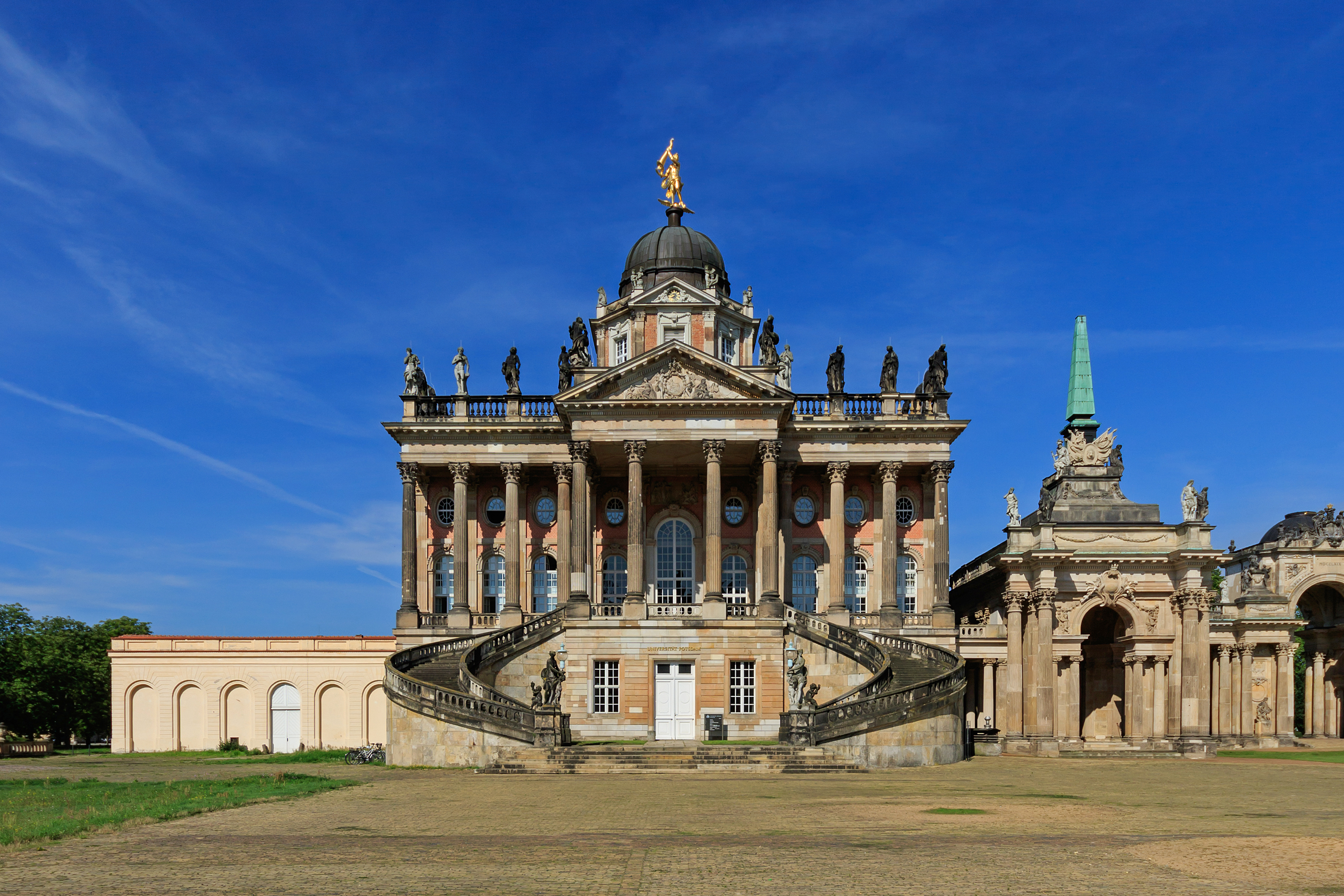
第一キャンパス 9号館

## 歴史
ポツダム大学における第一キャンパス9号館および11号館は
国家社会主義時代にポツダム国家労働奉仕学校（Reichsschule des Deutschen Arbeitsdienstes）として、戦後からドイツ民主共和国時代には、カールリープクネヒト教育単科大学として使用されていた。

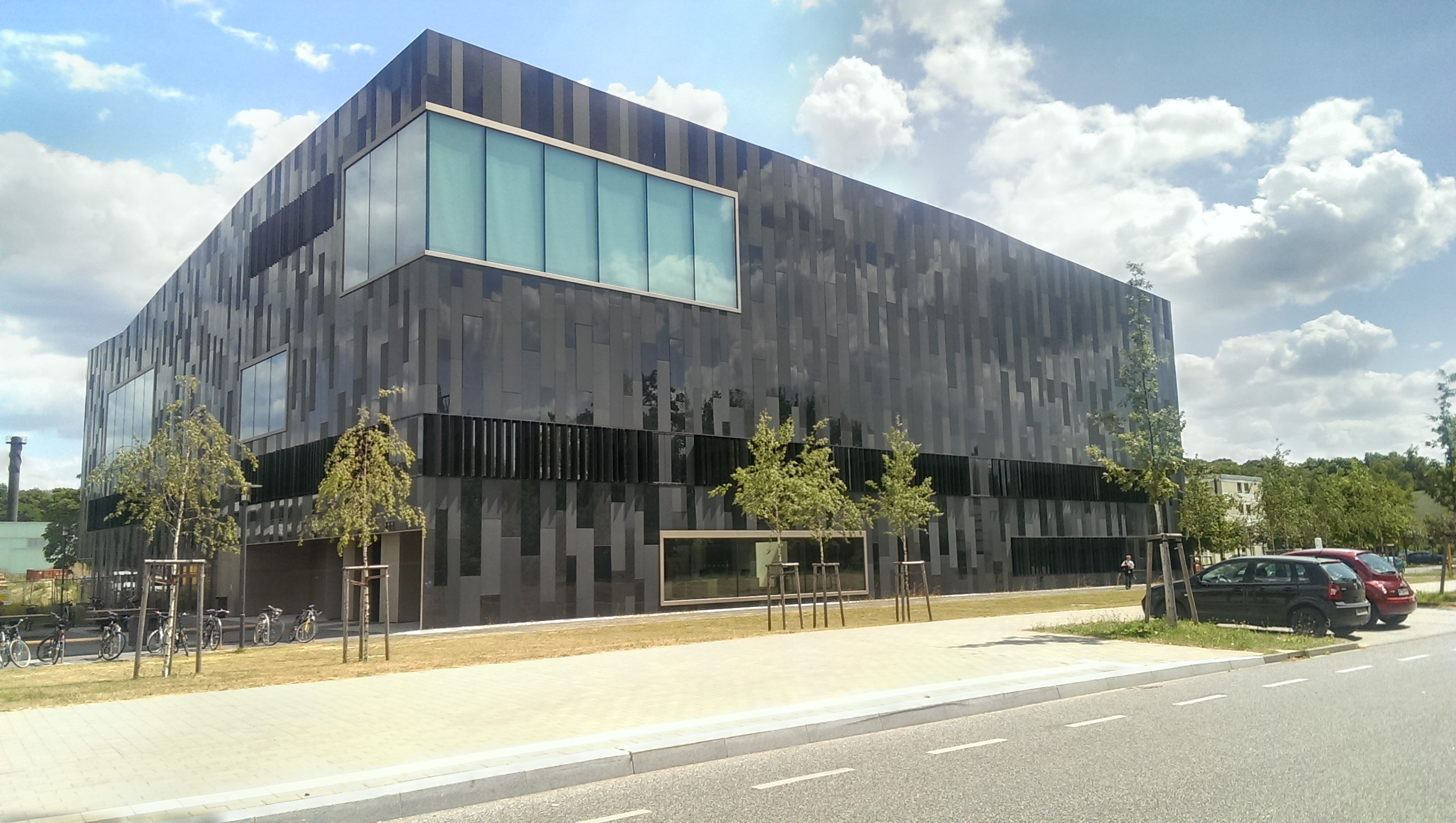
第二キャンパス 図書館

## 学部

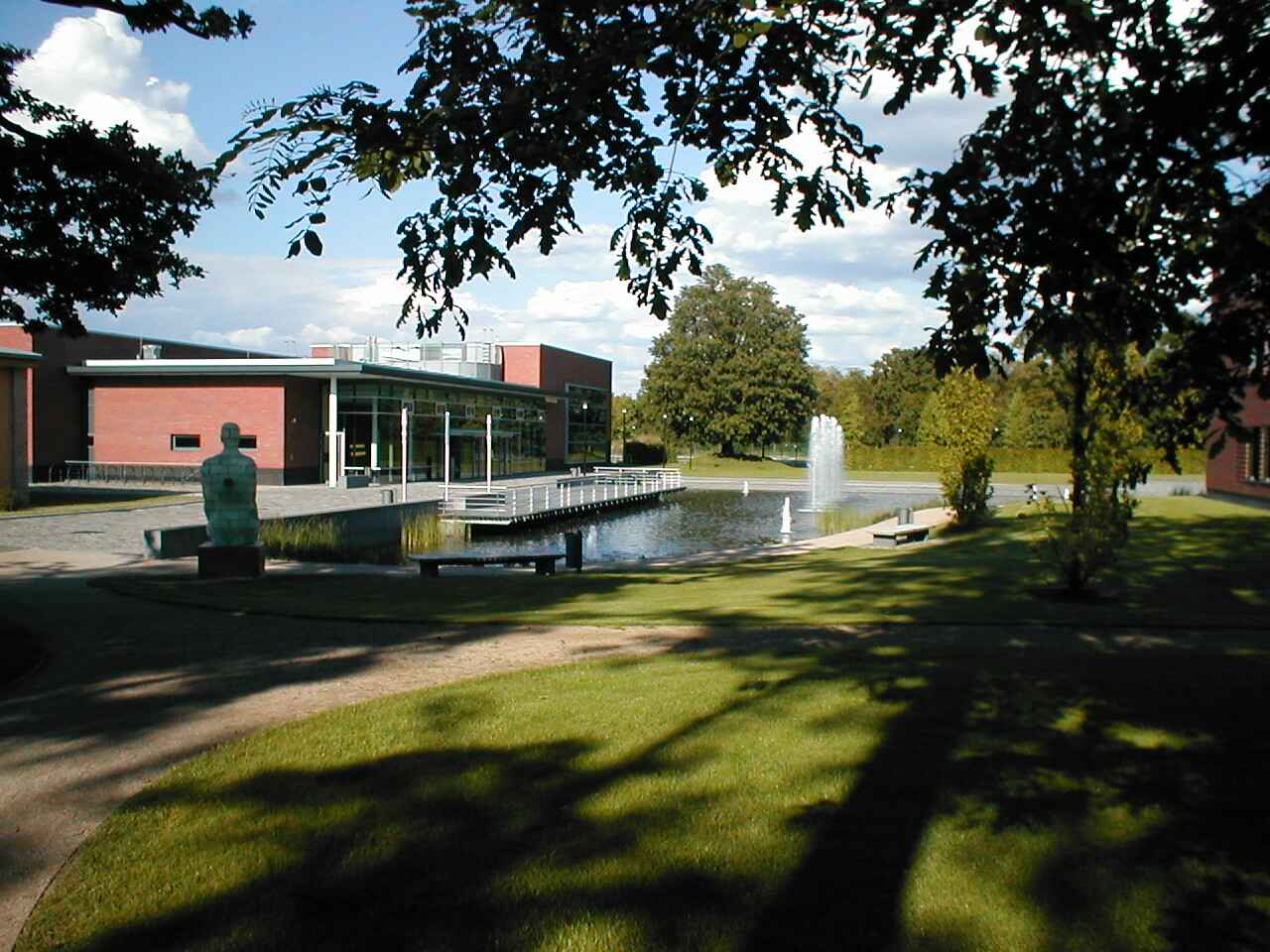
第三キャンパス

- 法学部
- 哲学部
- 人文学部
- 経済 社会学部
- 数学 自然科学部
- デジタルエンジニア学部